# Federația Azeră de Atletism
Federația Azeră de Atletism (azeră Azərbaycan Atletika Federasiyası) este autoritatea azeră care coordonează activitățile din atletism.
A fost fondată în 1923. Federația Azeră de Atletism este afiliată la Asociația Europeană de Atletism și la Asociația Internațională de Atletism. Sediul este în capitala Baku. Președintele Federației Azerbaidjanului de Atletism este Çingiz Hüseynzadə.